# Laurent Duhamel
Laurent Duhamel (Rouen, 10 oktober 1968) is een Frans voormalig voetbalscheidsrechter. Hij was in dienst van FIFA en UEFA tussen 1999 en 2013. Ook leidde hij wedstrijden in de Ligue 1.
Op 11 augustus 1996 leidde Duhamel zijn eerste wedstrijd in de Franse nationale competitie. Tijdens het duel tussen AS Nancy en AS Cannes (1–2 voor de bezoekers) trok de leidsman tweemaal de gele kaart. In Europees verband debuteerde hij tijdens een wedstrijd tussen Akademisk BK en Grasshoppers Zürich in de eerste ronde van de UEFA Cup; het eindigde in 0–2 en Duhamel hield zijn kaarten op zak. Zijn eerste interland floot hij op 18 januari 1999, toen Israël met 7–0 won van Estland. Twee spelers ontvingen een gele kaart. Duhamel was actief in de kwalificatiereeksen voor het WK 2002, EK 2004, WK 2006, EK 2008, WK 2010, EK 2012 en WK 2014.

## Interlands
| Datum             | Plaats                       | Wedstrijd                  | Uitslag | Competitie           | Kreeg geel | Kreeg voor de tweede keer geel en dus rood | Weggestuurd |
| ----------------- | ---------------------------- | -------------------------- | ------- | -------------------- | ---------- | ------------------------------------------ | ----------- |
| 18 januari 1999   | Ramat Gan, Israël            | Israël – Estland           | 7 – 0   | Vriendschappelijk    | 2          | 0                                          | 0           |
| 28 maart 2001     | Chisinau, Moldavië           | Moldavië – Zweden          | 0 – 2   | WK 2002 kwalificatie | 1          | 0                                          | 0           |
| 13 februari 2002  | Amsterdam, Nederland         | Nederland – Engeland       | 1 – 1   | Vriendschappelijk    | 0          | 0                                          | 0           |
| 29 maart 2003     | Skopje, Macedonië            | Macedonië – Slowakije      | 0 – 0   | EK 2004 kwalificatie | 6          | 0                                          | 0           |
| 20 november 2003  | Hesperange, Luxemburg        | Luxemburg – Moldavië       | 1 – 2   | Vriendschappelijk    | 2          | 0                                          | 0           |
| 30 mei 2004       | Radès, Tunesië               | Tunesië – Italië           | 0 – 4   | Vriendschappelijk    | 1          | 0                                          | 0           |
| 18 augustus 2004  | Glasgow, Schotland           | Schotland – Hongarije      | 0 – 3   | Vriendschappelijk    | 1          | 0                                          | 0           |
| 8 februari 2005   | ?, Frankrijk                 | Ivoorkust – Congo-Kinshasa | 2 – 2   | Vriendschappelijk    | 0          | 0                                          | 0           |
| 3 september 2005  | Chisinau, Moldavië           | Moldavië – Wit-Rusland     | 2 – 0   | WK 2006 kwalificatie | 3          | 0                                          | 0           |
| 28 februari 2006  | Le Petit-Quevilly, Frankrijk | Algerije – Burkina Faso    | 0 – 0   | Vriendschappelijk    | 3          | 0                                          | 0           |
| 3 juni 2006       | Metz, Frankrijk              | Luxemburg – Portugal       | 0 – 3   | Vriendschappelijk    | 5          | 0                                          | 0           |
| 2 september 2006  | Bydgoszcz, Polen             | Polen – Finland            | 1 – 3   | EK 2008 kwalificatie | 1          | 0                                          | 1           |
| 11 oktober 2006   | Murcia, Spanje               | Spanje – Argentinië        | 2 – 1   | Vriendschappelijk    | 4          | 0                                          | 0           |
| 28 maart 2007     | Palma de Mallorca, Spanje    | Spanje – IJsland           | 1 – 0   | EK 2008 kwalificatie | 0          | 0                                          | 0           |
| 22 augustus 2007  | Lancy, Zwitserland           | Zwitserland – Nederland    | 2 – 1   | Vriendschappelijk    | 0          | 0                                          | 0           |
| 12 september 2007 | Trnava, Slowakije            | Slowakije – Wales          | 2 – 5   | EK 2008 kwalificatie | 2          | 0                                          | 0           |
| 15 oktober 2008   | Mönchengladbach, Duitsland   | Duitsland – Wales          | 1 – 0   | WK 2010 kwalificatie | 1          | 0                                          | 0           |
| 28 maart 2009     | Amsterdam, Nederland         | Nederland – Schotland      | 3 – 0   | WK 2010 kwalificatie | 2          | 0                                          | 0           |
| 14 oktober 2009   | Praag, Tsjechië              | Tsjechië – Noord-Ierland   | 0 – 0   | WK 2010 kwalificatie | 2          | 0                                          | 0           |
| 14 november 2009  | Marousi, Griekenland         | Griekenland – Oekraïne     | 0 – 0   | WK 2010 kwalificatie | 1          | 0                                          | 0           |
| 7 september 2010  | Oslo, Noorwegen              | Slowakije – Wales          | 2 – 5   | EK 2012 kwalificatie | 3          | 0                                          | 0           |
| 29 maart 2011     | Kaunas, Litouwen             | Litouwen – Spanje          | 1 – 3   | EK 2012 kwalificatie | 0          | 0                                          | 0           |
| 11 november 2011  | Wrocław, Polen               | Polen – Italië             | 0 – 2   | Vriendschappelijk    | 2          | 0                                          | 0           |
| 15 oktober 2013   | Ramat Gan, Israël            | Israël – Noord-Ierland     | 1 – 1   | WK 2014 kwalificatie | 2          | 0                                          | 0           |